# دانیلا کاراکاس
دانیلا کاراکاس (انگلیسی: Daniela Caracas؛ زادهٔ ۲۵ آوریل ۱۹۹۷) بازیکن فوتبال اهل کلمبیا است.
وی همچنین در تیم ملی فوتبال کلمبیا بازی کرده‌است.
وی در مسابقات کشوری و بین‌المللی در مجموع برندهٔ ۱ مدال طلا شده‌است.